# Sibusiso Khumalo
Sibusiso Phiwa Blessing Khumalo (Durban, 8 settembre 1989) è un ex calciatore sudafricano, di ruolo difensore.

## Palmarès

### Club

#### Competizioni nazionali
- Coppa di Lega sudafricana: 1

SuperSport United: 2014
- Coppa del Sudafrica: 1

SuperSport United: 2015-2016